# Барсена-де-Кампос
Барсена-де-Кампос (ісп. Bárcena de Campos) — муніципалітет в Іспанії, у складі автономної спільноти Кастилія-і-Леон, у провінції Паленсія. Населення — 56 осіб (2010).
Муніципалітет розташований на відстані близько 240 км на північ від Мадрида, 50 км на північ від Паленсії.

## Демографія
Динаміка населення (INE ):

## Галерея зображень

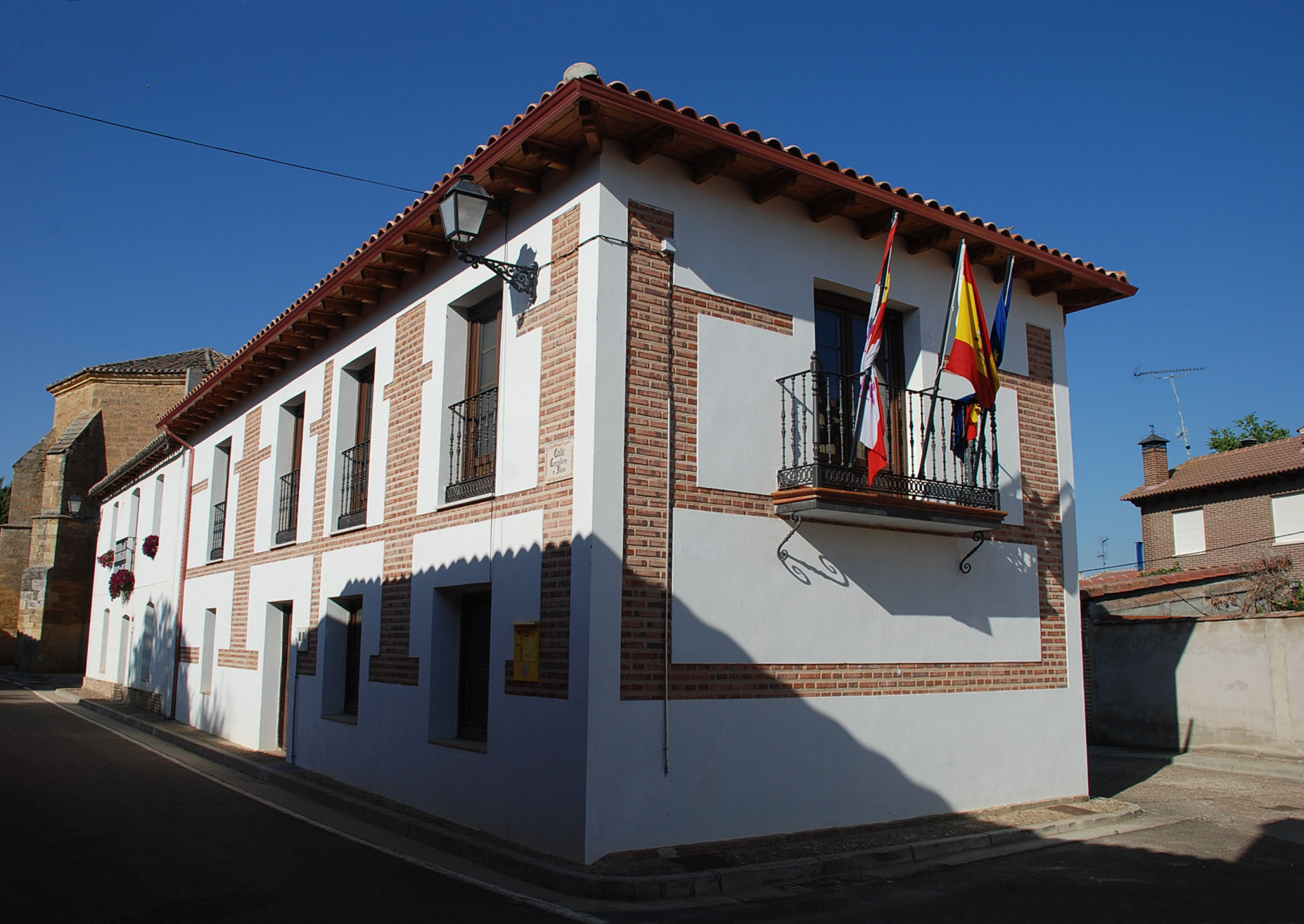
Муніципальна рада